# برج حمام

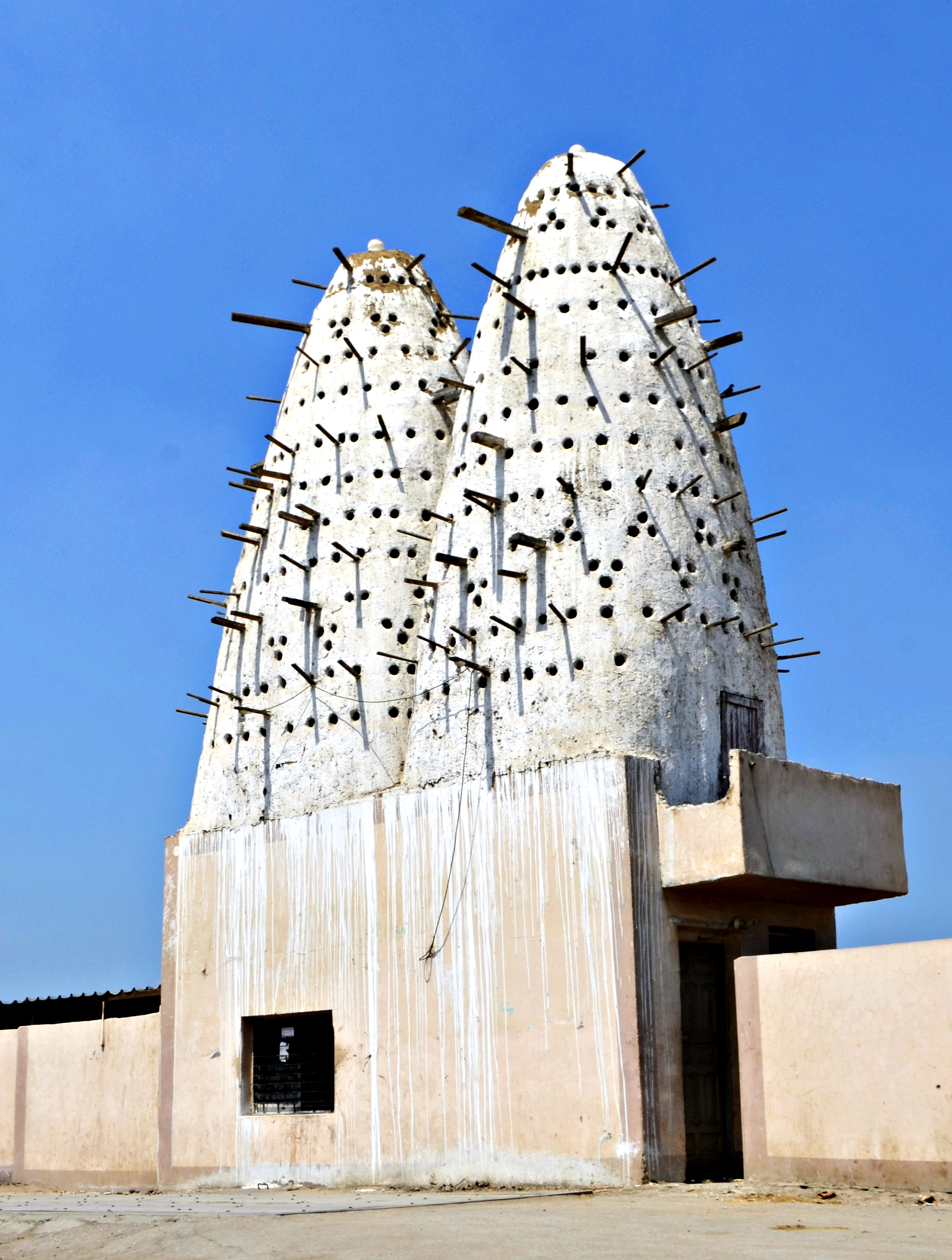
برجيّ حمام في قرية التوفيقية بمحافظة البحيرة، مصر.

بُرْج الحمام أو التِّمْراد أو التِّمْرِيد أو الرِّيْع هو مبنى مرتفع لطيور الحمام ويستعمل عشًا ومأوىً لهم ويكون من الخشب أو غيره.

## انظر أيضاً

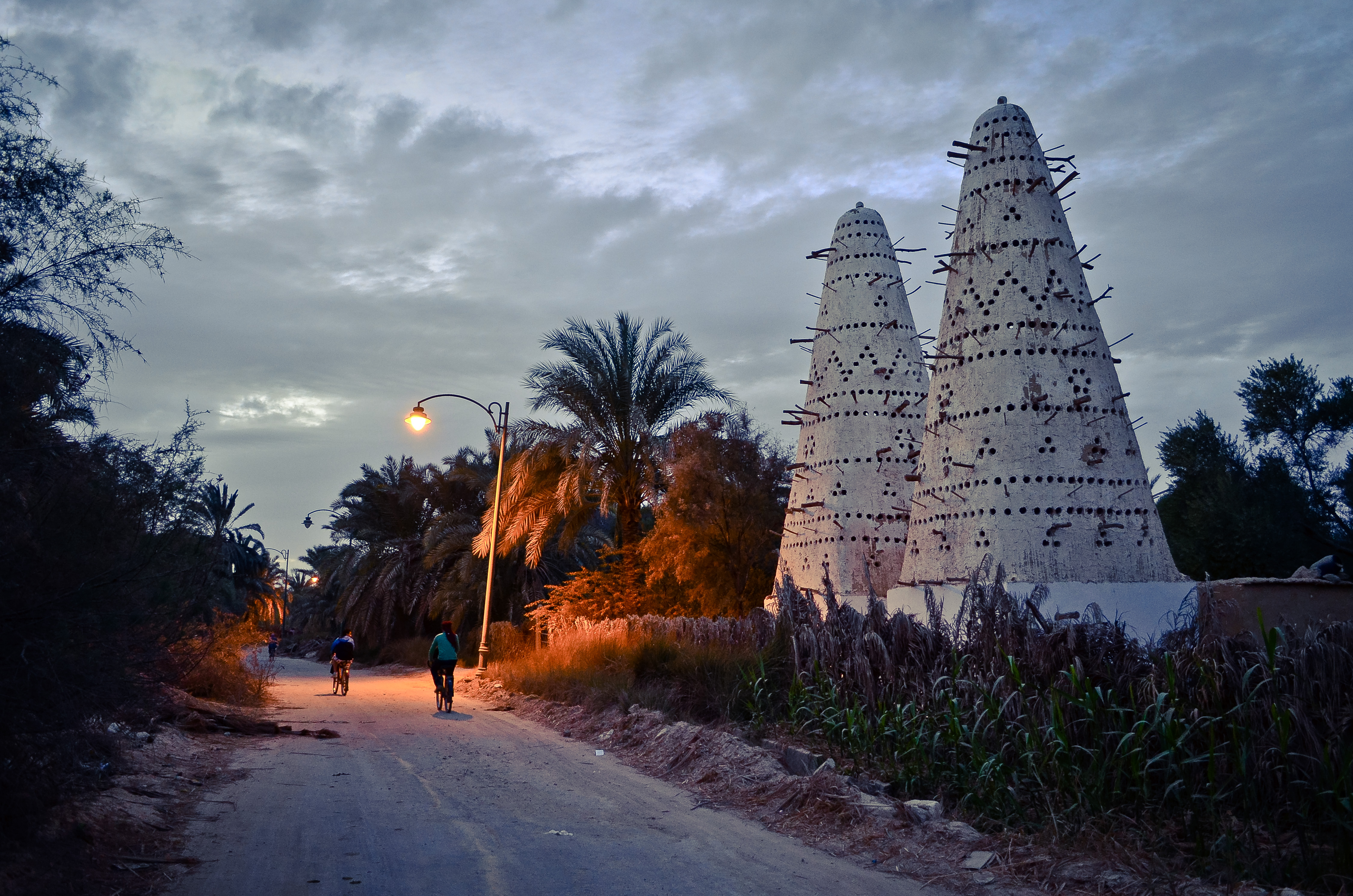
سيوة